# Erich Brunner
Erich Anselm Brunner (Plauen, 11 dicembre 1885 – Zurigo, 16 maggio 1938) è stato un compositore di scacchi tedesco naturalizzato svizzero.

## Biografia
Nato in una famiglia di origine svizzera, studiò musica e pianoforte a Lipsia, ma non terminò gli studi. A Lipsia conobbe Walther von Holzhausen e Johannes Kohtz, che lo invogliarono a dedicarsi alla composizione scacchistica. Con von Holzhausen rimase in corrispondenza fino alla morte. Pubblicò il suo primo problema all'età di ventun'anni sul Leipziger Tageblatt. Nel 1915 si trasferì a Chemnitz e si sposò con una inglese.
Nel 1918 si trasferì su consiglio medico ad Ascona, sul lago Maggiore, in quanto il clima più mite avrebbe dovuto giovargli. Nel 1928 si separò dalla moglie e si trasferì a Zurigo. Dal 1929 al 1937 visse a Monaco di Baviera. Vi inventò e commercializzò il gioco da tavolo "Delta", ancora oggi prodotto. Nel 1938 tornò a Zurigo, ma morì dopo pochi mesi a causa di un ictus.
Portano il suo nome due temi problemistici:

Brunner-Turton:  diversamente dal tema Turton, in cui i due pezzi tematici percorrono la stessa linea (colonna o diagonale), nel Brunner-Turton essi percorrono due diverse linee. Ne è un esempio il secondo problema sotto riportato. 
Brunner-Novotny:  è una interferenza Novotny in cui nella mossa successiva alla chiave il bianco costringe uno dei pezzi neri tematici ad abbandonare la casa di interferenza, sfruttando tale allontanamemto per dare matto. Ne è un esempio il terzo problema riportato in basso.
Hans Klüver e Moriz Henneberger scrissero un libro con una raccolta di suoi problemi:
- Erich Brunner - ein Künstler und Deuter des Schachproblems (Engelhardt Verlag, Berlin-Frohnau, 1958).

## Problemi d'esempio
|   | a | b | c | d | e | f | g | h |   |
| 8 | a8 re del bianco · c8 alfiere del bianco · h8 alfiere del nero · a7 pedone del nero · h7 donna del nero · a6 pedone del bianco · e6 torre del bianco · h6 torre del nero · a5 torre del nero · d5 re del nero · g4 pedone del nero · a3 alfiere del bianco · c3 pedone del nero · e3 donna del bianco · g3 pedone del bianco · h3 cavallo del nero · b2 torre del bianco · d2 cavallo del bianco · e2 cavallo del bianco | a8 re del bianco · c8 alfiere del bianco · h8 alfiere del nero · a7 pedone del nero · h7 donna del nero · a6 pedone del bianco · e6 torre del bianco · h6 torre del nero · a5 torre del nero · d5 re del nero · g4 pedone del nero · a3 alfiere del bianco · c3 pedone del nero · e3 donna del bianco · g3 pedone del bianco · h3 cavallo del nero · b2 torre del bianco · d2 cavallo del bianco · e2 cavallo del bianco | a8 re del bianco · c8 alfiere del bianco · h8 alfiere del nero · a7 pedone del nero · h7 donna del nero · a6 pedone del bianco · e6 torre del bianco · h6 torre del nero · a5 torre del nero · d5 re del nero · g4 pedone del nero · a3 alfiere del bianco · c3 pedone del nero · e3 donna del bianco · g3 pedone del bianco · h3 cavallo del nero · b2 torre del bianco · d2 cavallo del bianco · e2 cavallo del bianco | a8 re del bianco · c8 alfiere del bianco · h8 alfiere del nero · a7 pedone del nero · h7 donna del nero · a6 pedone del bianco · e6 torre del bianco · h6 torre del nero · a5 torre del nero · d5 re del nero · g4 pedone del nero · a3 alfiere del bianco · c3 pedone del nero · e3 donna del bianco · g3 pedone del bianco · h3 cavallo del nero · b2 torre del bianco · d2 cavallo del bianco · e2 cavallo del bianco | a8 re del bianco · c8 alfiere del bianco · h8 alfiere del nero · a7 pedone del nero · h7 donna del nero · a6 pedone del bianco · e6 torre del bianco · h6 torre del nero · a5 torre del nero · d5 re del nero · g4 pedone del nero · a3 alfiere del bianco · c3 pedone del nero · e3 donna del bianco · g3 pedone del bianco · h3 cavallo del nero · b2 torre del bianco · d2 cavallo del bianco · e2 cavallo del bianco | a8 re del bianco · c8 alfiere del bianco · h8 alfiere del nero · a7 pedone del nero · h7 donna del nero · a6 pedone del bianco · e6 torre del bianco · h6 torre del nero · a5 torre del nero · d5 re del nero · g4 pedone del nero · a3 alfiere del bianco · c3 pedone del nero · e3 donna del bianco · g3 pedone del bianco · h3 cavallo del nero · b2 torre del bianco · d2 cavallo del bianco · e2 cavallo del bianco | a8 re del bianco · c8 alfiere del bianco · h8 alfiere del nero · a7 pedone del nero · h7 donna del nero · a6 pedone del bianco · e6 torre del bianco · h6 torre del nero · a5 torre del nero · d5 re del nero · g4 pedone del nero · a3 alfiere del bianco · c3 pedone del nero · e3 donna del bianco · g3 pedone del bianco · h3 cavallo del nero · b2 torre del bianco · d2 cavallo del bianco · e2 cavallo del bianco | a8 re del bianco · c8 alfiere del bianco · h8 alfiere del nero · a7 pedone del nero · h7 donna del nero · a6 pedone del bianco · e6 torre del bianco · h6 torre del nero · a5 torre del nero · d5 re del nero · g4 pedone del nero · a3 alfiere del bianco · c3 pedone del nero · e3 donna del bianco · g3 pedone del bianco · h3 cavallo del nero · b2 torre del bianco · d2 cavallo del bianco · e2 cavallo del bianco | 8 |
| 7 | a8 re del bianco · c8 alfiere del bianco · h8 alfiere del nero · a7 pedone del nero · h7 donna del nero · a6 pedone del bianco · e6 torre del bianco · h6 torre del nero · a5 torre del nero · d5 re del nero · g4 pedone del nero · a3 alfiere del bianco · c3 pedone del nero · e3 donna del bianco · g3 pedone del bianco · h3 cavallo del nero · b2 torre del bianco · d2 cavallo del bianco · e2 cavallo del bianco | a8 re del bianco · c8 alfiere del bianco · h8 alfiere del nero · a7 pedone del nero · h7 donna del nero · a6 pedone del bianco · e6 torre del bianco · h6 torre del nero · a5 torre del nero · d5 re del nero · g4 pedone del nero · a3 alfiere del bianco · c3 pedone del nero · e3 donna del bianco · g3 pedone del bianco · h3 cavallo del nero · b2 torre del bianco · d2 cavallo del bianco · e2 cavallo del bianco | a8 re del bianco · c8 alfiere del bianco · h8 alfiere del nero · a7 pedone del nero · h7 donna del nero · a6 pedone del bianco · e6 torre del bianco · h6 torre del nero · a5 torre del nero · d5 re del nero · g4 pedone del nero · a3 alfiere del bianco · c3 pedone del nero · e3 donna del bianco · g3 pedone del bianco · h3 cavallo del nero · b2 torre del bianco · d2 cavallo del bianco · e2 cavallo del bianco | a8 re del bianco · c8 alfiere del bianco · h8 alfiere del nero · a7 pedone del nero · h7 donna del nero · a6 pedone del bianco · e6 torre del bianco · h6 torre del nero · a5 torre del nero · d5 re del nero · g4 pedone del nero · a3 alfiere del bianco · c3 pedone del nero · e3 donna del bianco · g3 pedone del bianco · h3 cavallo del nero · b2 torre del bianco · d2 cavallo del bianco · e2 cavallo del bianco | a8 re del bianco · c8 alfiere del bianco · h8 alfiere del nero · a7 pedone del nero · h7 donna del nero · a6 pedone del bianco · e6 torre del bianco · h6 torre del nero · a5 torre del nero · d5 re del nero · g4 pedone del nero · a3 alfiere del bianco · c3 pedone del nero · e3 donna del bianco · g3 pedone del bianco · h3 cavallo del nero · b2 torre del bianco · d2 cavallo del bianco · e2 cavallo del bianco | a8 re del bianco · c8 alfiere del bianco · h8 alfiere del nero · a7 pedone del nero · h7 donna del nero · a6 pedone del bianco · e6 torre del bianco · h6 torre del nero · a5 torre del nero · d5 re del nero · g4 pedone del nero · a3 alfiere del bianco · c3 pedone del nero · e3 donna del bianco · g3 pedone del bianco · h3 cavallo del nero · b2 torre del bianco · d2 cavallo del bianco · e2 cavallo del bianco | a8 re del bianco · c8 alfiere del bianco · h8 alfiere del nero · a7 pedone del nero · h7 donna del nero · a6 pedone del bianco · e6 torre del bianco · h6 torre del nero · a5 torre del nero · d5 re del nero · g4 pedone del nero · a3 alfiere del bianco · c3 pedone del nero · e3 donna del bianco · g3 pedone del bianco · h3 cavallo del nero · b2 torre del bianco · d2 cavallo del bianco · e2 cavallo del bianco | a8 re del bianco · c8 alfiere del bianco · h8 alfiere del nero · a7 pedone del nero · h7 donna del nero · a6 pedone del bianco · e6 torre del bianco · h6 torre del nero · a5 torre del nero · d5 re del nero · g4 pedone del nero · a3 alfiere del bianco · c3 pedone del nero · e3 donna del bianco · g3 pedone del bianco · h3 cavallo del nero · b2 torre del bianco · d2 cavallo del bianco · e2 cavallo del bianco | 7 |
| 6 | a8 re del bianco · c8 alfiere del bianco · h8 alfiere del nero · a7 pedone del nero · h7 donna del nero · a6 pedone del bianco · e6 torre del bianco · h6 torre del nero · a5 torre del nero · d5 re del nero · g4 pedone del nero · a3 alfiere del bianco · c3 pedone del nero · e3 donna del bianco · g3 pedone del bianco · h3 cavallo del nero · b2 torre del bianco · d2 cavallo del bianco · e2 cavallo del bianco | a8 re del bianco · c8 alfiere del bianco · h8 alfiere del nero · a7 pedone del nero · h7 donna del nero · a6 pedone del bianco · e6 torre del bianco · h6 torre del nero · a5 torre del nero · d5 re del nero · g4 pedone del nero · a3 alfiere del bianco · c3 pedone del nero · e3 donna del bianco · g3 pedone del bianco · h3 cavallo del nero · b2 torre del bianco · d2 cavallo del bianco · e2 cavallo del bianco | a8 re del bianco · c8 alfiere del bianco · h8 alfiere del nero · a7 pedone del nero · h7 donna del nero · a6 pedone del bianco · e6 torre del bianco · h6 torre del nero · a5 torre del nero · d5 re del nero · g4 pedone del nero · a3 alfiere del bianco · c3 pedone del nero · e3 donna del bianco · g3 pedone del bianco · h3 cavallo del nero · b2 torre del bianco · d2 cavallo del bianco · e2 cavallo del bianco | a8 re del bianco · c8 alfiere del bianco · h8 alfiere del nero · a7 pedone del nero · h7 donna del nero · a6 pedone del bianco · e6 torre del bianco · h6 torre del nero · a5 torre del nero · d5 re del nero · g4 pedone del nero · a3 alfiere del bianco · c3 pedone del nero · e3 donna del bianco · g3 pedone del bianco · h3 cavallo del nero · b2 torre del bianco · d2 cavallo del bianco · e2 cavallo del bianco | a8 re del bianco · c8 alfiere del bianco · h8 alfiere del nero · a7 pedone del nero · h7 donna del nero · a6 pedone del bianco · e6 torre del bianco · h6 torre del nero · a5 torre del nero · d5 re del nero · g4 pedone del nero · a3 alfiere del bianco · c3 pedone del nero · e3 donna del bianco · g3 pedone del bianco · h3 cavallo del nero · b2 torre del bianco · d2 cavallo del bianco · e2 cavallo del bianco | a8 re del bianco · c8 alfiere del bianco · h8 alfiere del nero · a7 pedone del nero · h7 donna del nero · a6 pedone del bianco · e6 torre del bianco · h6 torre del nero · a5 torre del nero · d5 re del nero · g4 pedone del nero · a3 alfiere del bianco · c3 pedone del nero · e3 donna del bianco · g3 pedone del bianco · h3 cavallo del nero · b2 torre del bianco · d2 cavallo del bianco · e2 cavallo del bianco | a8 re del bianco · c8 alfiere del bianco · h8 alfiere del nero · a7 pedone del nero · h7 donna del nero · a6 pedone del bianco · e6 torre del bianco · h6 torre del nero · a5 torre del nero · d5 re del nero · g4 pedone del nero · a3 alfiere del bianco · c3 pedone del nero · e3 donna del bianco · g3 pedone del bianco · h3 cavallo del nero · b2 torre del bianco · d2 cavallo del bianco · e2 cavallo del bianco | a8 re del bianco · c8 alfiere del bianco · h8 alfiere del nero · a7 pedone del nero · h7 donna del nero · a6 pedone del bianco · e6 torre del bianco · h6 torre del nero · a5 torre del nero · d5 re del nero · g4 pedone del nero · a3 alfiere del bianco · c3 pedone del nero · e3 donna del bianco · g3 pedone del bianco · h3 cavallo del nero · b2 torre del bianco · d2 cavallo del bianco · e2 cavallo del bianco | 6 |
| 5 | a8 re del bianco · c8 alfiere del bianco · h8 alfiere del nero · a7 pedone del nero · h7 donna del nero · a6 pedone del bianco · e6 torre del bianco · h6 torre del nero · a5 torre del nero · d5 re del nero · g4 pedone del nero · a3 alfiere del bianco · c3 pedone del nero · e3 donna del bianco · g3 pedone del bianco · h3 cavallo del nero · b2 torre del bianco · d2 cavallo del bianco · e2 cavallo del bianco | a8 re del bianco · c8 alfiere del bianco · h8 alfiere del nero · a7 pedone del nero · h7 donna del nero · a6 pedone del bianco · e6 torre del bianco · h6 torre del nero · a5 torre del nero · d5 re del nero · g4 pedone del nero · a3 alfiere del bianco · c3 pedone del nero · e3 donna del bianco · g3 pedone del bianco · h3 cavallo del nero · b2 torre del bianco · d2 cavallo del bianco · e2 cavallo del bianco | a8 re del bianco · c8 alfiere del bianco · h8 alfiere del nero · a7 pedone del nero · h7 donna del nero · a6 pedone del bianco · e6 torre del bianco · h6 torre del nero · a5 torre del nero · d5 re del nero · g4 pedone del nero · a3 alfiere del bianco · c3 pedone del nero · e3 donna del bianco · g3 pedone del bianco · h3 cavallo del nero · b2 torre del bianco · d2 cavallo del bianco · e2 cavallo del bianco | a8 re del bianco · c8 alfiere del bianco · h8 alfiere del nero · a7 pedone del nero · h7 donna del nero · a6 pedone del bianco · e6 torre del bianco · h6 torre del nero · a5 torre del nero · d5 re del nero · g4 pedone del nero · a3 alfiere del bianco · c3 pedone del nero · e3 donna del bianco · g3 pedone del bianco · h3 cavallo del nero · b2 torre del bianco · d2 cavallo del bianco · e2 cavallo del bianco | a8 re del bianco · c8 alfiere del bianco · h8 alfiere del nero · a7 pedone del nero · h7 donna del nero · a6 pedone del bianco · e6 torre del bianco · h6 torre del nero · a5 torre del nero · d5 re del nero · g4 pedone del nero · a3 alfiere del bianco · c3 pedone del nero · e3 donna del bianco · g3 pedone del bianco · h3 cavallo del nero · b2 torre del bianco · d2 cavallo del bianco · e2 cavallo del bianco | a8 re del bianco · c8 alfiere del bianco · h8 alfiere del nero · a7 pedone del nero · h7 donna del nero · a6 pedone del bianco · e6 torre del bianco · h6 torre del nero · a5 torre del nero · d5 re del nero · g4 pedone del nero · a3 alfiere del bianco · c3 pedone del nero · e3 donna del bianco · g3 pedone del bianco · h3 cavallo del nero · b2 torre del bianco · d2 cavallo del bianco · e2 cavallo del bianco | a8 re del bianco · c8 alfiere del bianco · h8 alfiere del nero · a7 pedone del nero · h7 donna del nero · a6 pedone del bianco · e6 torre del bianco · h6 torre del nero · a5 torre del nero · d5 re del nero · g4 pedone del nero · a3 alfiere del bianco · c3 pedone del nero · e3 donna del bianco · g3 pedone del bianco · h3 cavallo del nero · b2 torre del bianco · d2 cavallo del bianco · e2 cavallo del bianco | a8 re del bianco · c8 alfiere del bianco · h8 alfiere del nero · a7 pedone del nero · h7 donna del nero · a6 pedone del bianco · e6 torre del bianco · h6 torre del nero · a5 torre del nero · d5 re del nero · g4 pedone del nero · a3 alfiere del bianco · c3 pedone del nero · e3 donna del bianco · g3 pedone del bianco · h3 cavallo del nero · b2 torre del bianco · d2 cavallo del bianco · e2 cavallo del bianco | 5 |
| 4 | a8 re del bianco · c8 alfiere del bianco · h8 alfiere del nero · a7 pedone del nero · h7 donna del nero · a6 pedone del bianco · e6 torre del bianco · h6 torre del nero · a5 torre del nero · d5 re del nero · g4 pedone del nero · a3 alfiere del bianco · c3 pedone del nero · e3 donna del bianco · g3 pedone del bianco · h3 cavallo del nero · b2 torre del bianco · d2 cavallo del bianco · e2 cavallo del bianco | a8 re del bianco · c8 alfiere del bianco · h8 alfiere del nero · a7 pedone del nero · h7 donna del nero · a6 pedone del bianco · e6 torre del bianco · h6 torre del nero · a5 torre del nero · d5 re del nero · g4 pedone del nero · a3 alfiere del bianco · c3 pedone del nero · e3 donna del bianco · g3 pedone del bianco · h3 cavallo del nero · b2 torre del bianco · d2 cavallo del bianco · e2 cavallo del bianco | a8 re del bianco · c8 alfiere del bianco · h8 alfiere del nero · a7 pedone del nero · h7 donna del nero · a6 pedone del bianco · e6 torre del bianco · h6 torre del nero · a5 torre del nero · d5 re del nero · g4 pedone del nero · a3 alfiere del bianco · c3 pedone del nero · e3 donna del bianco · g3 pedone del bianco · h3 cavallo del nero · b2 torre del bianco · d2 cavallo del bianco · e2 cavallo del bianco | a8 re del bianco · c8 alfiere del bianco · h8 alfiere del nero · a7 pedone del nero · h7 donna del nero · a6 pedone del bianco · e6 torre del bianco · h6 torre del nero · a5 torre del nero · d5 re del nero · g4 pedone del nero · a3 alfiere del bianco · c3 pedone del nero · e3 donna del bianco · g3 pedone del bianco · h3 cavallo del nero · b2 torre del bianco · d2 cavallo del bianco · e2 cavallo del bianco | a8 re del bianco · c8 alfiere del bianco · h8 alfiere del nero · a7 pedone del nero · h7 donna del nero · a6 pedone del bianco · e6 torre del bianco · h6 torre del nero · a5 torre del nero · d5 re del nero · g4 pedone del nero · a3 alfiere del bianco · c3 pedone del nero · e3 donna del bianco · g3 pedone del bianco · h3 cavallo del nero · b2 torre del bianco · d2 cavallo del bianco · e2 cavallo del bianco | a8 re del bianco · c8 alfiere del bianco · h8 alfiere del nero · a7 pedone del nero · h7 donna del nero · a6 pedone del bianco · e6 torre del bianco · h6 torre del nero · a5 torre del nero · d5 re del nero · g4 pedone del nero · a3 alfiere del bianco · c3 pedone del nero · e3 donna del bianco · g3 pedone del bianco · h3 cavallo del nero · b2 torre del bianco · d2 cavallo del bianco · e2 cavallo del bianco | a8 re del bianco · c8 alfiere del bianco · h8 alfiere del nero · a7 pedone del nero · h7 donna del nero · a6 pedone del bianco · e6 torre del bianco · h6 torre del nero · a5 torre del nero · d5 re del nero · g4 pedone del nero · a3 alfiere del bianco · c3 pedone del nero · e3 donna del bianco · g3 pedone del bianco · h3 cavallo del nero · b2 torre del bianco · d2 cavallo del bianco · e2 cavallo del bianco | a8 re del bianco · c8 alfiere del bianco · h8 alfiere del nero · a7 pedone del nero · h7 donna del nero · a6 pedone del bianco · e6 torre del bianco · h6 torre del nero · a5 torre del nero · d5 re del nero · g4 pedone del nero · a3 alfiere del bianco · c3 pedone del nero · e3 donna del bianco · g3 pedone del bianco · h3 cavallo del nero · b2 torre del bianco · d2 cavallo del bianco · e2 cavallo del bianco | 4 |
| 3 | a8 re del bianco · c8 alfiere del bianco · h8 alfiere del nero · a7 pedone del nero · h7 donna del nero · a6 pedone del bianco · e6 torre del bianco · h6 torre del nero · a5 torre del nero · d5 re del nero · g4 pedone del nero · a3 alfiere del bianco · c3 pedone del nero · e3 donna del bianco · g3 pedone del bianco · h3 cavallo del nero · b2 torre del bianco · d2 cavallo del bianco · e2 cavallo del bianco | a8 re del bianco · c8 alfiere del bianco · h8 alfiere del nero · a7 pedone del nero · h7 donna del nero · a6 pedone del bianco · e6 torre del bianco · h6 torre del nero · a5 torre del nero · d5 re del nero · g4 pedone del nero · a3 alfiere del bianco · c3 pedone del nero · e3 donna del bianco · g3 pedone del bianco · h3 cavallo del nero · b2 torre del bianco · d2 cavallo del bianco · e2 cavallo del bianco | a8 re del bianco · c8 alfiere del bianco · h8 alfiere del nero · a7 pedone del nero · h7 donna del nero · a6 pedone del bianco · e6 torre del bianco · h6 torre del nero · a5 torre del nero · d5 re del nero · g4 pedone del nero · a3 alfiere del bianco · c3 pedone del nero · e3 donna del bianco · g3 pedone del bianco · h3 cavallo del nero · b2 torre del bianco · d2 cavallo del bianco · e2 cavallo del bianco | a8 re del bianco · c8 alfiere del bianco · h8 alfiere del nero · a7 pedone del nero · h7 donna del nero · a6 pedone del bianco · e6 torre del bianco · h6 torre del nero · a5 torre del nero · d5 re del nero · g4 pedone del nero · a3 alfiere del bianco · c3 pedone del nero · e3 donna del bianco · g3 pedone del bianco · h3 cavallo del nero · b2 torre del bianco · d2 cavallo del bianco · e2 cavallo del bianco | a8 re del bianco · c8 alfiere del bianco · h8 alfiere del nero · a7 pedone del nero · h7 donna del nero · a6 pedone del bianco · e6 torre del bianco · h6 torre del nero · a5 torre del nero · d5 re del nero · g4 pedone del nero · a3 alfiere del bianco · c3 pedone del nero · e3 donna del bianco · g3 pedone del bianco · h3 cavallo del nero · b2 torre del bianco · d2 cavallo del bianco · e2 cavallo del bianco | a8 re del bianco · c8 alfiere del bianco · h8 alfiere del nero · a7 pedone del nero · h7 donna del nero · a6 pedone del bianco · e6 torre del bianco · h6 torre del nero · a5 torre del nero · d5 re del nero · g4 pedone del nero · a3 alfiere del bianco · c3 pedone del nero · e3 donna del bianco · g3 pedone del bianco · h3 cavallo del nero · b2 torre del bianco · d2 cavallo del bianco · e2 cavallo del bianco | a8 re del bianco · c8 alfiere del bianco · h8 alfiere del nero · a7 pedone del nero · h7 donna del nero · a6 pedone del bianco · e6 torre del bianco · h6 torre del nero · a5 torre del nero · d5 re del nero · g4 pedone del nero · a3 alfiere del bianco · c3 pedone del nero · e3 donna del bianco · g3 pedone del bianco · h3 cavallo del nero · b2 torre del bianco · d2 cavallo del bianco · e2 cavallo del bianco | a8 re del bianco · c8 alfiere del bianco · h8 alfiere del nero · a7 pedone del nero · h7 donna del nero · a6 pedone del bianco · e6 torre del bianco · h6 torre del nero · a5 torre del nero · d5 re del nero · g4 pedone del nero · a3 alfiere del bianco · c3 pedone del nero · e3 donna del bianco · g3 pedone del bianco · h3 cavallo del nero · b2 torre del bianco · d2 cavallo del bianco · e2 cavallo del bianco | 3 |
| 2 | a8 re del bianco · c8 alfiere del bianco · h8 alfiere del nero · a7 pedone del nero · h7 donna del nero · a6 pedone del bianco · e6 torre del bianco · h6 torre del nero · a5 torre del nero · d5 re del nero · g4 pedone del nero · a3 alfiere del bianco · c3 pedone del nero · e3 donna del bianco · g3 pedone del bianco · h3 cavallo del nero · b2 torre del bianco · d2 cavallo del bianco · e2 cavallo del bianco | a8 re del bianco · c8 alfiere del bianco · h8 alfiere del nero · a7 pedone del nero · h7 donna del nero · a6 pedone del bianco · e6 torre del bianco · h6 torre del nero · a5 torre del nero · d5 re del nero · g4 pedone del nero · a3 alfiere del bianco · c3 pedone del nero · e3 donna del bianco · g3 pedone del bianco · h3 cavallo del nero · b2 torre del bianco · d2 cavallo del bianco · e2 cavallo del bianco | a8 re del bianco · c8 alfiere del bianco · h8 alfiere del nero · a7 pedone del nero · h7 donna del nero · a6 pedone del bianco · e6 torre del bianco · h6 torre del nero · a5 torre del nero · d5 re del nero · g4 pedone del nero · a3 alfiere del bianco · c3 pedone del nero · e3 donna del bianco · g3 pedone del bianco · h3 cavallo del nero · b2 torre del bianco · d2 cavallo del bianco · e2 cavallo del bianco | a8 re del bianco · c8 alfiere del bianco · h8 alfiere del nero · a7 pedone del nero · h7 donna del nero · a6 pedone del bianco · e6 torre del bianco · h6 torre del nero · a5 torre del nero · d5 re del nero · g4 pedone del nero · a3 alfiere del bianco · c3 pedone del nero · e3 donna del bianco · g3 pedone del bianco · h3 cavallo del nero · b2 torre del bianco · d2 cavallo del bianco · e2 cavallo del bianco | a8 re del bianco · c8 alfiere del bianco · h8 alfiere del nero · a7 pedone del nero · h7 donna del nero · a6 pedone del bianco · e6 torre del bianco · h6 torre del nero · a5 torre del nero · d5 re del nero · g4 pedone del nero · a3 alfiere del bianco · c3 pedone del nero · e3 donna del bianco · g3 pedone del bianco · h3 cavallo del nero · b2 torre del bianco · d2 cavallo del bianco · e2 cavallo del bianco | a8 re del bianco · c8 alfiere del bianco · h8 alfiere del nero · a7 pedone del nero · h7 donna del nero · a6 pedone del bianco · e6 torre del bianco · h6 torre del nero · a5 torre del nero · d5 re del nero · g4 pedone del nero · a3 alfiere del bianco · c3 pedone del nero · e3 donna del bianco · g3 pedone del bianco · h3 cavallo del nero · b2 torre del bianco · d2 cavallo del bianco · e2 cavallo del bianco | a8 re del bianco · c8 alfiere del bianco · h8 alfiere del nero · a7 pedone del nero · h7 donna del nero · a6 pedone del bianco · e6 torre del bianco · h6 torre del nero · a5 torre del nero · d5 re del nero · g4 pedone del nero · a3 alfiere del bianco · c3 pedone del nero · e3 donna del bianco · g3 pedone del bianco · h3 cavallo del nero · b2 torre del bianco · d2 cavallo del bianco · e2 cavallo del bianco | a8 re del bianco · c8 alfiere del bianco · h8 alfiere del nero · a7 pedone del nero · h7 donna del nero · a6 pedone del bianco · e6 torre del bianco · h6 torre del nero · a5 torre del nero · d5 re del nero · g4 pedone del nero · a3 alfiere del bianco · c3 pedone del nero · e3 donna del bianco · g3 pedone del bianco · h3 cavallo del nero · b2 torre del bianco · d2 cavallo del bianco · e2 cavallo del bianco | 2 |
| 1 | a8 re del bianco · c8 alfiere del bianco · h8 alfiere del nero · a7 pedone del nero · h7 donna del nero · a6 pedone del bianco · e6 torre del bianco · h6 torre del nero · a5 torre del nero · d5 re del nero · g4 pedone del nero · a3 alfiere del bianco · c3 pedone del nero · e3 donna del bianco · g3 pedone del bianco · h3 cavallo del nero · b2 torre del bianco · d2 cavallo del bianco · e2 cavallo del bianco | a8 re del bianco · c8 alfiere del bianco · h8 alfiere del nero · a7 pedone del nero · h7 donna del nero · a6 pedone del bianco · e6 torre del bianco · h6 torre del nero · a5 torre del nero · d5 re del nero · g4 pedone del nero · a3 alfiere del bianco · c3 pedone del nero · e3 donna del bianco · g3 pedone del bianco · h3 cavallo del nero · b2 torre del bianco · d2 cavallo del bianco · e2 cavallo del bianco | a8 re del bianco · c8 alfiere del bianco · h8 alfiere del nero · a7 pedone del nero · h7 donna del nero · a6 pedone del bianco · e6 torre del bianco · h6 torre del nero · a5 torre del nero · d5 re del nero · g4 pedone del nero · a3 alfiere del bianco · c3 pedone del nero · e3 donna del bianco · g3 pedone del bianco · h3 cavallo del nero · b2 torre del bianco · d2 cavallo del bianco · e2 cavallo del bianco | a8 re del bianco · c8 alfiere del bianco · h8 alfiere del nero · a7 pedone del nero · h7 donna del nero · a6 pedone del bianco · e6 torre del bianco · h6 torre del nero · a5 torre del nero · d5 re del nero · g4 pedone del nero · a3 alfiere del bianco · c3 pedone del nero · e3 donna del bianco · g3 pedone del bianco · h3 cavallo del nero · b2 torre del bianco · d2 cavallo del bianco · e2 cavallo del bianco | a8 re del bianco · c8 alfiere del bianco · h8 alfiere del nero · a7 pedone del nero · h7 donna del nero · a6 pedone del bianco · e6 torre del bianco · h6 torre del nero · a5 torre del nero · d5 re del nero · g4 pedone del nero · a3 alfiere del bianco · c3 pedone del nero · e3 donna del bianco · g3 pedone del bianco · h3 cavallo del nero · b2 torre del bianco · d2 cavallo del bianco · e2 cavallo del bianco | a8 re del bianco · c8 alfiere del bianco · h8 alfiere del nero · a7 pedone del nero · h7 donna del nero · a6 pedone del bianco · e6 torre del bianco · h6 torre del nero · a5 torre del nero · d5 re del nero · g4 pedone del nero · a3 alfiere del bianco · c3 pedone del nero · e3 donna del bianco · g3 pedone del bianco · h3 cavallo del nero · b2 torre del bianco · d2 cavallo del bianco · e2 cavallo del bianco | a8 re del bianco · c8 alfiere del bianco · h8 alfiere del nero · a7 pedone del nero · h7 donna del nero · a6 pedone del bianco · e6 torre del bianco · h6 torre del nero · a5 torre del nero · d5 re del nero · g4 pedone del nero · a3 alfiere del bianco · c3 pedone del nero · e3 donna del bianco · g3 pedone del bianco · h3 cavallo del nero · b2 torre del bianco · d2 cavallo del bianco · e2 cavallo del bianco | a8 re del bianco · c8 alfiere del bianco · h8 alfiere del nero · a7 pedone del nero · h7 donna del nero · a6 pedone del bianco · e6 torre del bianco · h6 torre del nero · a5 torre del nero · d5 re del nero · g4 pedone del nero · a3 alfiere del bianco · c3 pedone del nero · e3 donna del bianco · g3 pedone del bianco · h3 cavallo del nero · b2 torre del bianco · d2 cavallo del bianco · e2 cavallo del bianco | 1 |
|   | a | b | c | d | e | f | g | h |   |

Soluzione:
Tentativi: 1. Rb8? ...Dc7+! - 1. Tb8? ...Db1!

1. Ab4? ...Tb5! - 1. Af8? ...De7!
1. Tb7!  (Zugzwang)

1... Dg6/f5/d3/c2/b1  2. Td7#

1... Txa3/b5  2. Tb5#

1... Cg1/g5/f2/f4   2. Cf4#

|   | a | b | c | d | e | f | g | h |   |
| 8 | a8 cavallo del bianco · c7 pedone del nero · f7 pedone del nero · a6 pedone del bianco · c6 re del nero · f6 pedone del bianco · g6 pedone del nero · a5 pedone del nero · c5 pedone del bianco · e5 re del bianco · g5 pedone del bianco · a4 pedone del bianco · c4 torre del bianco · c3 pedone del bianco · h3 alfiere del bianco · g1 torre del bianco | a8 cavallo del bianco · c7 pedone del nero · f7 pedone del nero · a6 pedone del bianco · c6 re del nero · f6 pedone del bianco · g6 pedone del nero · a5 pedone del nero · c5 pedone del bianco · e5 re del bianco · g5 pedone del bianco · a4 pedone del bianco · c4 torre del bianco · c3 pedone del bianco · h3 alfiere del bianco · g1 torre del bianco | a8 cavallo del bianco · c7 pedone del nero · f7 pedone del nero · a6 pedone del bianco · c6 re del nero · f6 pedone del bianco · g6 pedone del nero · a5 pedone del nero · c5 pedone del bianco · e5 re del bianco · g5 pedone del bianco · a4 pedone del bianco · c4 torre del bianco · c3 pedone del bianco · h3 alfiere del bianco · g1 torre del bianco | a8 cavallo del bianco · c7 pedone del nero · f7 pedone del nero · a6 pedone del bianco · c6 re del nero · f6 pedone del bianco · g6 pedone del nero · a5 pedone del nero · c5 pedone del bianco · e5 re del bianco · g5 pedone del bianco · a4 pedone del bianco · c4 torre del bianco · c3 pedone del bianco · h3 alfiere del bianco · g1 torre del bianco | a8 cavallo del bianco · c7 pedone del nero · f7 pedone del nero · a6 pedone del bianco · c6 re del nero · f6 pedone del bianco · g6 pedone del nero · a5 pedone del nero · c5 pedone del bianco · e5 re del bianco · g5 pedone del bianco · a4 pedone del bianco · c4 torre del bianco · c3 pedone del bianco · h3 alfiere del bianco · g1 torre del bianco | a8 cavallo del bianco · c7 pedone del nero · f7 pedone del nero · a6 pedone del bianco · c6 re del nero · f6 pedone del bianco · g6 pedone del nero · a5 pedone del nero · c5 pedone del bianco · e5 re del bianco · g5 pedone del bianco · a4 pedone del bianco · c4 torre del bianco · c3 pedone del bianco · h3 alfiere del bianco · g1 torre del bianco | a8 cavallo del bianco · c7 pedone del nero · f7 pedone del nero · a6 pedone del bianco · c6 re del nero · f6 pedone del bianco · g6 pedone del nero · a5 pedone del nero · c5 pedone del bianco · e5 re del bianco · g5 pedone del bianco · a4 pedone del bianco · c4 torre del bianco · c3 pedone del bianco · h3 alfiere del bianco · g1 torre del bianco | a8 cavallo del bianco · c7 pedone del nero · f7 pedone del nero · a6 pedone del bianco · c6 re del nero · f6 pedone del bianco · g6 pedone del nero · a5 pedone del nero · c5 pedone del bianco · e5 re del bianco · g5 pedone del bianco · a4 pedone del bianco · c4 torre del bianco · c3 pedone del bianco · h3 alfiere del bianco · g1 torre del bianco | 8 |
| 7 | a8 cavallo del bianco · c7 pedone del nero · f7 pedone del nero · a6 pedone del bianco · c6 re del nero · f6 pedone del bianco · g6 pedone del nero · a5 pedone del nero · c5 pedone del bianco · e5 re del bianco · g5 pedone del bianco · a4 pedone del bianco · c4 torre del bianco · c3 pedone del bianco · h3 alfiere del bianco · g1 torre del bianco | a8 cavallo del bianco · c7 pedone del nero · f7 pedone del nero · a6 pedone del bianco · c6 re del nero · f6 pedone del bianco · g6 pedone del nero · a5 pedone del nero · c5 pedone del bianco · e5 re del bianco · g5 pedone del bianco · a4 pedone del bianco · c4 torre del bianco · c3 pedone del bianco · h3 alfiere del bianco · g1 torre del bianco | a8 cavallo del bianco · c7 pedone del nero · f7 pedone del nero · a6 pedone del bianco · c6 re del nero · f6 pedone del bianco · g6 pedone del nero · a5 pedone del nero · c5 pedone del bianco · e5 re del bianco · g5 pedone del bianco · a4 pedone del bianco · c4 torre del bianco · c3 pedone del bianco · h3 alfiere del bianco · g1 torre del bianco | a8 cavallo del bianco · c7 pedone del nero · f7 pedone del nero · a6 pedone del bianco · c6 re del nero · f6 pedone del bianco · g6 pedone del nero · a5 pedone del nero · c5 pedone del bianco · e5 re del bianco · g5 pedone del bianco · a4 pedone del bianco · c4 torre del bianco · c3 pedone del bianco · h3 alfiere del bianco · g1 torre del bianco | a8 cavallo del bianco · c7 pedone del nero · f7 pedone del nero · a6 pedone del bianco · c6 re del nero · f6 pedone del bianco · g6 pedone del nero · a5 pedone del nero · c5 pedone del bianco · e5 re del bianco · g5 pedone del bianco · a4 pedone del bianco · c4 torre del bianco · c3 pedone del bianco · h3 alfiere del bianco · g1 torre del bianco | a8 cavallo del bianco · c7 pedone del nero · f7 pedone del nero · a6 pedone del bianco · c6 re del nero · f6 pedone del bianco · g6 pedone del nero · a5 pedone del nero · c5 pedone del bianco · e5 re del bianco · g5 pedone del bianco · a4 pedone del bianco · c4 torre del bianco · c3 pedone del bianco · h3 alfiere del bianco · g1 torre del bianco | a8 cavallo del bianco · c7 pedone del nero · f7 pedone del nero · a6 pedone del bianco · c6 re del nero · f6 pedone del bianco · g6 pedone del nero · a5 pedone del nero · c5 pedone del bianco · e5 re del bianco · g5 pedone del bianco · a4 pedone del bianco · c4 torre del bianco · c3 pedone del bianco · h3 alfiere del bianco · g1 torre del bianco | a8 cavallo del bianco · c7 pedone del nero · f7 pedone del nero · a6 pedone del bianco · c6 re del nero · f6 pedone del bianco · g6 pedone del nero · a5 pedone del nero · c5 pedone del bianco · e5 re del bianco · g5 pedone del bianco · a4 pedone del bianco · c4 torre del bianco · c3 pedone del bianco · h3 alfiere del bianco · g1 torre del bianco | 7 |
| 6 | a8 cavallo del bianco · c7 pedone del nero · f7 pedone del nero · a6 pedone del bianco · c6 re del nero · f6 pedone del bianco · g6 pedone del nero · a5 pedone del nero · c5 pedone del bianco · e5 re del bianco · g5 pedone del bianco · a4 pedone del bianco · c4 torre del bianco · c3 pedone del bianco · h3 alfiere del bianco · g1 torre del bianco | a8 cavallo del bianco · c7 pedone del nero · f7 pedone del nero · a6 pedone del bianco · c6 re del nero · f6 pedone del bianco · g6 pedone del nero · a5 pedone del nero · c5 pedone del bianco · e5 re del bianco · g5 pedone del bianco · a4 pedone del bianco · c4 torre del bianco · c3 pedone del bianco · h3 alfiere del bianco · g1 torre del bianco | a8 cavallo del bianco · c7 pedone del nero · f7 pedone del nero · a6 pedone del bianco · c6 re del nero · f6 pedone del bianco · g6 pedone del nero · a5 pedone del nero · c5 pedone del bianco · e5 re del bianco · g5 pedone del bianco · a4 pedone del bianco · c4 torre del bianco · c3 pedone del bianco · h3 alfiere del bianco · g1 torre del bianco | a8 cavallo del bianco · c7 pedone del nero · f7 pedone del nero · a6 pedone del bianco · c6 re del nero · f6 pedone del bianco · g6 pedone del nero · a5 pedone del nero · c5 pedone del bianco · e5 re del bianco · g5 pedone del bianco · a4 pedone del bianco · c4 torre del bianco · c3 pedone del bianco · h3 alfiere del bianco · g1 torre del bianco | a8 cavallo del bianco · c7 pedone del nero · f7 pedone del nero · a6 pedone del bianco · c6 re del nero · f6 pedone del bianco · g6 pedone del nero · a5 pedone del nero · c5 pedone del bianco · e5 re del bianco · g5 pedone del bianco · a4 pedone del bianco · c4 torre del bianco · c3 pedone del bianco · h3 alfiere del bianco · g1 torre del bianco | a8 cavallo del bianco · c7 pedone del nero · f7 pedone del nero · a6 pedone del bianco · c6 re del nero · f6 pedone del bianco · g6 pedone del nero · a5 pedone del nero · c5 pedone del bianco · e5 re del bianco · g5 pedone del bianco · a4 pedone del bianco · c4 torre del bianco · c3 pedone del bianco · h3 alfiere del bianco · g1 torre del bianco | a8 cavallo del bianco · c7 pedone del nero · f7 pedone del nero · a6 pedone del bianco · c6 re del nero · f6 pedone del bianco · g6 pedone del nero · a5 pedone del nero · c5 pedone del bianco · e5 re del bianco · g5 pedone del bianco · a4 pedone del bianco · c4 torre del bianco · c3 pedone del bianco · h3 alfiere del bianco · g1 torre del bianco | a8 cavallo del bianco · c7 pedone del nero · f7 pedone del nero · a6 pedone del bianco · c6 re del nero · f6 pedone del bianco · g6 pedone del nero · a5 pedone del nero · c5 pedone del bianco · e5 re del bianco · g5 pedone del bianco · a4 pedone del bianco · c4 torre del bianco · c3 pedone del bianco · h3 alfiere del bianco · g1 torre del bianco | 6 |
| 5 | a8 cavallo del bianco · c7 pedone del nero · f7 pedone del nero · a6 pedone del bianco · c6 re del nero · f6 pedone del bianco · g6 pedone del nero · a5 pedone del nero · c5 pedone del bianco · e5 re del bianco · g5 pedone del bianco · a4 pedone del bianco · c4 torre del bianco · c3 pedone del bianco · h3 alfiere del bianco · g1 torre del bianco | a8 cavallo del bianco · c7 pedone del nero · f7 pedone del nero · a6 pedone del bianco · c6 re del nero · f6 pedone del bianco · g6 pedone del nero · a5 pedone del nero · c5 pedone del bianco · e5 re del bianco · g5 pedone del bianco · a4 pedone del bianco · c4 torre del bianco · c3 pedone del bianco · h3 alfiere del bianco · g1 torre del bianco | a8 cavallo del bianco · c7 pedone del nero · f7 pedone del nero · a6 pedone del bianco · c6 re del nero · f6 pedone del bianco · g6 pedone del nero · a5 pedone del nero · c5 pedone del bianco · e5 re del bianco · g5 pedone del bianco · a4 pedone del bianco · c4 torre del bianco · c3 pedone del bianco · h3 alfiere del bianco · g1 torre del bianco | a8 cavallo del bianco · c7 pedone del nero · f7 pedone del nero · a6 pedone del bianco · c6 re del nero · f6 pedone del bianco · g6 pedone del nero · a5 pedone del nero · c5 pedone del bianco · e5 re del bianco · g5 pedone del bianco · a4 pedone del bianco · c4 torre del bianco · c3 pedone del bianco · h3 alfiere del bianco · g1 torre del bianco | a8 cavallo del bianco · c7 pedone del nero · f7 pedone del nero · a6 pedone del bianco · c6 re del nero · f6 pedone del bianco · g6 pedone del nero · a5 pedone del nero · c5 pedone del bianco · e5 re del bianco · g5 pedone del bianco · a4 pedone del bianco · c4 torre del bianco · c3 pedone del bianco · h3 alfiere del bianco · g1 torre del bianco | a8 cavallo del bianco · c7 pedone del nero · f7 pedone del nero · a6 pedone del bianco · c6 re del nero · f6 pedone del bianco · g6 pedone del nero · a5 pedone del nero · c5 pedone del bianco · e5 re del bianco · g5 pedone del bianco · a4 pedone del bianco · c4 torre del bianco · c3 pedone del bianco · h3 alfiere del bianco · g1 torre del bianco | a8 cavallo del bianco · c7 pedone del nero · f7 pedone del nero · a6 pedone del bianco · c6 re del nero · f6 pedone del bianco · g6 pedone del nero · a5 pedone del nero · c5 pedone del bianco · e5 re del bianco · g5 pedone del bianco · a4 pedone del bianco · c4 torre del bianco · c3 pedone del bianco · h3 alfiere del bianco · g1 torre del bianco | a8 cavallo del bianco · c7 pedone del nero · f7 pedone del nero · a6 pedone del bianco · c6 re del nero · f6 pedone del bianco · g6 pedone del nero · a5 pedone del nero · c5 pedone del bianco · e5 re del bianco · g5 pedone del bianco · a4 pedone del bianco · c4 torre del bianco · c3 pedone del bianco · h3 alfiere del bianco · g1 torre del bianco | 5 |
| 4 | a8 cavallo del bianco · c7 pedone del nero · f7 pedone del nero · a6 pedone del bianco · c6 re del nero · f6 pedone del bianco · g6 pedone del nero · a5 pedone del nero · c5 pedone del bianco · e5 re del bianco · g5 pedone del bianco · a4 pedone del bianco · c4 torre del bianco · c3 pedone del bianco · h3 alfiere del bianco · g1 torre del bianco | a8 cavallo del bianco · c7 pedone del nero · f7 pedone del nero · a6 pedone del bianco · c6 re del nero · f6 pedone del bianco · g6 pedone del nero · a5 pedone del nero · c5 pedone del bianco · e5 re del bianco · g5 pedone del bianco · a4 pedone del bianco · c4 torre del bianco · c3 pedone del bianco · h3 alfiere del bianco · g1 torre del bianco | a8 cavallo del bianco · c7 pedone del nero · f7 pedone del nero · a6 pedone del bianco · c6 re del nero · f6 pedone del bianco · g6 pedone del nero · a5 pedone del nero · c5 pedone del bianco · e5 re del bianco · g5 pedone del bianco · a4 pedone del bianco · c4 torre del bianco · c3 pedone del bianco · h3 alfiere del bianco · g1 torre del bianco | a8 cavallo del bianco · c7 pedone del nero · f7 pedone del nero · a6 pedone del bianco · c6 re del nero · f6 pedone del bianco · g6 pedone del nero · a5 pedone del nero · c5 pedone del bianco · e5 re del bianco · g5 pedone del bianco · a4 pedone del bianco · c4 torre del bianco · c3 pedone del bianco · h3 alfiere del bianco · g1 torre del bianco | a8 cavallo del bianco · c7 pedone del nero · f7 pedone del nero · a6 pedone del bianco · c6 re del nero · f6 pedone del bianco · g6 pedone del nero · a5 pedone del nero · c5 pedone del bianco · e5 re del bianco · g5 pedone del bianco · a4 pedone del bianco · c4 torre del bianco · c3 pedone del bianco · h3 alfiere del bianco · g1 torre del bianco | a8 cavallo del bianco · c7 pedone del nero · f7 pedone del nero · a6 pedone del bianco · c6 re del nero · f6 pedone del bianco · g6 pedone del nero · a5 pedone del nero · c5 pedone del bianco · e5 re del bianco · g5 pedone del bianco · a4 pedone del bianco · c4 torre del bianco · c3 pedone del bianco · h3 alfiere del bianco · g1 torre del bianco | a8 cavallo del bianco · c7 pedone del nero · f7 pedone del nero · a6 pedone del bianco · c6 re del nero · f6 pedone del bianco · g6 pedone del nero · a5 pedone del nero · c5 pedone del bianco · e5 re del bianco · g5 pedone del bianco · a4 pedone del bianco · c4 torre del bianco · c3 pedone del bianco · h3 alfiere del bianco · g1 torre del bianco | a8 cavallo del bianco · c7 pedone del nero · f7 pedone del nero · a6 pedone del bianco · c6 re del nero · f6 pedone del bianco · g6 pedone del nero · a5 pedone del nero · c5 pedone del bianco · e5 re del bianco · g5 pedone del bianco · a4 pedone del bianco · c4 torre del bianco · c3 pedone del bianco · h3 alfiere del bianco · g1 torre del bianco | 4 |
| 3 | a8 cavallo del bianco · c7 pedone del nero · f7 pedone del nero · a6 pedone del bianco · c6 re del nero · f6 pedone del bianco · g6 pedone del nero · a5 pedone del nero · c5 pedone del bianco · e5 re del bianco · g5 pedone del bianco · a4 pedone del bianco · c4 torre del bianco · c3 pedone del bianco · h3 alfiere del bianco · g1 torre del bianco | a8 cavallo del bianco · c7 pedone del nero · f7 pedone del nero · a6 pedone del bianco · c6 re del nero · f6 pedone del bianco · g6 pedone del nero · a5 pedone del nero · c5 pedone del bianco · e5 re del bianco · g5 pedone del bianco · a4 pedone del bianco · c4 torre del bianco · c3 pedone del bianco · h3 alfiere del bianco · g1 torre del bianco | a8 cavallo del bianco · c7 pedone del nero · f7 pedone del nero · a6 pedone del bianco · c6 re del nero · f6 pedone del bianco · g6 pedone del nero · a5 pedone del nero · c5 pedone del bianco · e5 re del bianco · g5 pedone del bianco · a4 pedone del bianco · c4 torre del bianco · c3 pedone del bianco · h3 alfiere del bianco · g1 torre del bianco | a8 cavallo del bianco · c7 pedone del nero · f7 pedone del nero · a6 pedone del bianco · c6 re del nero · f6 pedone del bianco · g6 pedone del nero · a5 pedone del nero · c5 pedone del bianco · e5 re del bianco · g5 pedone del bianco · a4 pedone del bianco · c4 torre del bianco · c3 pedone del bianco · h3 alfiere del bianco · g1 torre del bianco | a8 cavallo del bianco · c7 pedone del nero · f7 pedone del nero · a6 pedone del bianco · c6 re del nero · f6 pedone del bianco · g6 pedone del nero · a5 pedone del nero · c5 pedone del bianco · e5 re del bianco · g5 pedone del bianco · a4 pedone del bianco · c4 torre del bianco · c3 pedone del bianco · h3 alfiere del bianco · g1 torre del bianco | a8 cavallo del bianco · c7 pedone del nero · f7 pedone del nero · a6 pedone del bianco · c6 re del nero · f6 pedone del bianco · g6 pedone del nero · a5 pedone del nero · c5 pedone del bianco · e5 re del bianco · g5 pedone del bianco · a4 pedone del bianco · c4 torre del bianco · c3 pedone del bianco · h3 alfiere del bianco · g1 torre del bianco | a8 cavallo del bianco · c7 pedone del nero · f7 pedone del nero · a6 pedone del bianco · c6 re del nero · f6 pedone del bianco · g6 pedone del nero · a5 pedone del nero · c5 pedone del bianco · e5 re del bianco · g5 pedone del bianco · a4 pedone del bianco · c4 torre del bianco · c3 pedone del bianco · h3 alfiere del bianco · g1 torre del bianco | a8 cavallo del bianco · c7 pedone del nero · f7 pedone del nero · a6 pedone del bianco · c6 re del nero · f6 pedone del bianco · g6 pedone del nero · a5 pedone del nero · c5 pedone del bianco · e5 re del bianco · g5 pedone del bianco · a4 pedone del bianco · c4 torre del bianco · c3 pedone del bianco · h3 alfiere del bianco · g1 torre del bianco | 3 |
| 2 | a8 cavallo del bianco · c7 pedone del nero · f7 pedone del nero · a6 pedone del bianco · c6 re del nero · f6 pedone del bianco · g6 pedone del nero · a5 pedone del nero · c5 pedone del bianco · e5 re del bianco · g5 pedone del bianco · a4 pedone del bianco · c4 torre del bianco · c3 pedone del bianco · h3 alfiere del bianco · g1 torre del bianco | a8 cavallo del bianco · c7 pedone del nero · f7 pedone del nero · a6 pedone del bianco · c6 re del nero · f6 pedone del bianco · g6 pedone del nero · a5 pedone del nero · c5 pedone del bianco · e5 re del bianco · g5 pedone del bianco · a4 pedone del bianco · c4 torre del bianco · c3 pedone del bianco · h3 alfiere del bianco · g1 torre del bianco | a8 cavallo del bianco · c7 pedone del nero · f7 pedone del nero · a6 pedone del bianco · c6 re del nero · f6 pedone del bianco · g6 pedone del nero · a5 pedone del nero · c5 pedone del bianco · e5 re del bianco · g5 pedone del bianco · a4 pedone del bianco · c4 torre del bianco · c3 pedone del bianco · h3 alfiere del bianco · g1 torre del bianco | a8 cavallo del bianco · c7 pedone del nero · f7 pedone del nero · a6 pedone del bianco · c6 re del nero · f6 pedone del bianco · g6 pedone del nero · a5 pedone del nero · c5 pedone del bianco · e5 re del bianco · g5 pedone del bianco · a4 pedone del bianco · c4 torre del bianco · c3 pedone del bianco · h3 alfiere del bianco · g1 torre del bianco | a8 cavallo del bianco · c7 pedone del nero · f7 pedone del nero · a6 pedone del bianco · c6 re del nero · f6 pedone del bianco · g6 pedone del nero · a5 pedone del nero · c5 pedone del bianco · e5 re del bianco · g5 pedone del bianco · a4 pedone del bianco · c4 torre del bianco · c3 pedone del bianco · h3 alfiere del bianco · g1 torre del bianco | a8 cavallo del bianco · c7 pedone del nero · f7 pedone del nero · a6 pedone del bianco · c6 re del nero · f6 pedone del bianco · g6 pedone del nero · a5 pedone del nero · c5 pedone del bianco · e5 re del bianco · g5 pedone del bianco · a4 pedone del bianco · c4 torre del bianco · c3 pedone del bianco · h3 alfiere del bianco · g1 torre del bianco | a8 cavallo del bianco · c7 pedone del nero · f7 pedone del nero · a6 pedone del bianco · c6 re del nero · f6 pedone del bianco · g6 pedone del nero · a5 pedone del nero · c5 pedone del bianco · e5 re del bianco · g5 pedone del bianco · a4 pedone del bianco · c4 torre del bianco · c3 pedone del bianco · h3 alfiere del bianco · g1 torre del bianco | a8 cavallo del bianco · c7 pedone del nero · f7 pedone del nero · a6 pedone del bianco · c6 re del nero · f6 pedone del bianco · g6 pedone del nero · a5 pedone del nero · c5 pedone del bianco · e5 re del bianco · g5 pedone del bianco · a4 pedone del bianco · c4 torre del bianco · c3 pedone del bianco · h3 alfiere del bianco · g1 torre del bianco | 2 |
| 1 | a8 cavallo del bianco · c7 pedone del nero · f7 pedone del nero · a6 pedone del bianco · c6 re del nero · f6 pedone del bianco · g6 pedone del nero · a5 pedone del nero · c5 pedone del bianco · e5 re del bianco · g5 pedone del bianco · a4 pedone del bianco · c4 torre del bianco · c3 pedone del bianco · h3 alfiere del bianco · g1 torre del bianco | a8 cavallo del bianco · c7 pedone del nero · f7 pedone del nero · a6 pedone del bianco · c6 re del nero · f6 pedone del bianco · g6 pedone del nero · a5 pedone del nero · c5 pedone del bianco · e5 re del bianco · g5 pedone del bianco · a4 pedone del bianco · c4 torre del bianco · c3 pedone del bianco · h3 alfiere del bianco · g1 torre del bianco | a8 cavallo del bianco · c7 pedone del nero · f7 pedone del nero · a6 pedone del bianco · c6 re del nero · f6 pedone del bianco · g6 pedone del nero · a5 pedone del nero · c5 pedone del bianco · e5 re del bianco · g5 pedone del bianco · a4 pedone del bianco · c4 torre del bianco · c3 pedone del bianco · h3 alfiere del bianco · g1 torre del bianco | a8 cavallo del bianco · c7 pedone del nero · f7 pedone del nero · a6 pedone del bianco · c6 re del nero · f6 pedone del bianco · g6 pedone del nero · a5 pedone del nero · c5 pedone del bianco · e5 re del bianco · g5 pedone del bianco · a4 pedone del bianco · c4 torre del bianco · c3 pedone del bianco · h3 alfiere del bianco · g1 torre del bianco | a8 cavallo del bianco · c7 pedone del nero · f7 pedone del nero · a6 pedone del bianco · c6 re del nero · f6 pedone del bianco · g6 pedone del nero · a5 pedone del nero · c5 pedone del bianco · e5 re del bianco · g5 pedone del bianco · a4 pedone del bianco · c4 torre del bianco · c3 pedone del bianco · h3 alfiere del bianco · g1 torre del bianco | a8 cavallo del bianco · c7 pedone del nero · f7 pedone del nero · a6 pedone del bianco · c6 re del nero · f6 pedone del bianco · g6 pedone del nero · a5 pedone del nero · c5 pedone del bianco · e5 re del bianco · g5 pedone del bianco · a4 pedone del bianco · c4 torre del bianco · c3 pedone del bianco · h3 alfiere del bianco · g1 torre del bianco | a8 cavallo del bianco · c7 pedone del nero · f7 pedone del nero · a6 pedone del bianco · c6 re del nero · f6 pedone del bianco · g6 pedone del nero · a5 pedone del nero · c5 pedone del bianco · e5 re del bianco · g5 pedone del bianco · a4 pedone del bianco · c4 torre del bianco · c3 pedone del bianco · h3 alfiere del bianco · g1 torre del bianco | a8 cavallo del bianco · c7 pedone del nero · f7 pedone del nero · a6 pedone del bianco · c6 re del nero · f6 pedone del bianco · g6 pedone del nero · a5 pedone del nero · c5 pedone del bianco · e5 re del bianco · g5 pedone del bianco · a4 pedone del bianco · c4 torre del bianco · c3 pedone del bianco · h3 alfiere del bianco · g1 torre del bianco | 1 |
|   | a | b | c | d | e | f | g | h |   |

|   | a | b | c | d | e | f | g | h |   |
| 8 | e8 cavallo del nero · f8 re del bianco · b6 cavallo del bianco · c6 pedone del nero · e6 re del nero · f6 pedone del nero · f5 pedone del nero · f4 alfiere del bianco · g4 pedone del nero · b2 donna del bianco · b1 alfiere del nero · d1 torre del nero · e1 cavallo del bianco | e8 cavallo del nero · f8 re del bianco · b6 cavallo del bianco · c6 pedone del nero · e6 re del nero · f6 pedone del nero · f5 pedone del nero · f4 alfiere del bianco · g4 pedone del nero · b2 donna del bianco · b1 alfiere del nero · d1 torre del nero · e1 cavallo del bianco | e8 cavallo del nero · f8 re del bianco · b6 cavallo del bianco · c6 pedone del nero · e6 re del nero · f6 pedone del nero · f5 pedone del nero · f4 alfiere del bianco · g4 pedone del nero · b2 donna del bianco · b1 alfiere del nero · d1 torre del nero · e1 cavallo del bianco | e8 cavallo del nero · f8 re del bianco · b6 cavallo del bianco · c6 pedone del nero · e6 re del nero · f6 pedone del nero · f5 pedone del nero · f4 alfiere del bianco · g4 pedone del nero · b2 donna del bianco · b1 alfiere del nero · d1 torre del nero · e1 cavallo del bianco | e8 cavallo del nero · f8 re del bianco · b6 cavallo del bianco · c6 pedone del nero · e6 re del nero · f6 pedone del nero · f5 pedone del nero · f4 alfiere del bianco · g4 pedone del nero · b2 donna del bianco · b1 alfiere del nero · d1 torre del nero · e1 cavallo del bianco | e8 cavallo del nero · f8 re del bianco · b6 cavallo del bianco · c6 pedone del nero · e6 re del nero · f6 pedone del nero · f5 pedone del nero · f4 alfiere del bianco · g4 pedone del nero · b2 donna del bianco · b1 alfiere del nero · d1 torre del nero · e1 cavallo del bianco | e8 cavallo del nero · f8 re del bianco · b6 cavallo del bianco · c6 pedone del nero · e6 re del nero · f6 pedone del nero · f5 pedone del nero · f4 alfiere del bianco · g4 pedone del nero · b2 donna del bianco · b1 alfiere del nero · d1 torre del nero · e1 cavallo del bianco | e8 cavallo del nero · f8 re del bianco · b6 cavallo del bianco · c6 pedone del nero · e6 re del nero · f6 pedone del nero · f5 pedone del nero · f4 alfiere del bianco · g4 pedone del nero · b2 donna del bianco · b1 alfiere del nero · d1 torre del nero · e1 cavallo del bianco | 8 |
| 7 | e8 cavallo del nero · f8 re del bianco · b6 cavallo del bianco · c6 pedone del nero · e6 re del nero · f6 pedone del nero · f5 pedone del nero · f4 alfiere del bianco · g4 pedone del nero · b2 donna del bianco · b1 alfiere del nero · d1 torre del nero · e1 cavallo del bianco | e8 cavallo del nero · f8 re del bianco · b6 cavallo del bianco · c6 pedone del nero · e6 re del nero · f6 pedone del nero · f5 pedone del nero · f4 alfiere del bianco · g4 pedone del nero · b2 donna del bianco · b1 alfiere del nero · d1 torre del nero · e1 cavallo del bianco | e8 cavallo del nero · f8 re del bianco · b6 cavallo del bianco · c6 pedone del nero · e6 re del nero · f6 pedone del nero · f5 pedone del nero · f4 alfiere del bianco · g4 pedone del nero · b2 donna del bianco · b1 alfiere del nero · d1 torre del nero · e1 cavallo del bianco | e8 cavallo del nero · f8 re del bianco · b6 cavallo del bianco · c6 pedone del nero · e6 re del nero · f6 pedone del nero · f5 pedone del nero · f4 alfiere del bianco · g4 pedone del nero · b2 donna del bianco · b1 alfiere del nero · d1 torre del nero · e1 cavallo del bianco | e8 cavallo del nero · f8 re del bianco · b6 cavallo del bianco · c6 pedone del nero · e6 re del nero · f6 pedone del nero · f5 pedone del nero · f4 alfiere del bianco · g4 pedone del nero · b2 donna del bianco · b1 alfiere del nero · d1 torre del nero · e1 cavallo del bianco | e8 cavallo del nero · f8 re del bianco · b6 cavallo del bianco · c6 pedone del nero · e6 re del nero · f6 pedone del nero · f5 pedone del nero · f4 alfiere del bianco · g4 pedone del nero · b2 donna del bianco · b1 alfiere del nero · d1 torre del nero · e1 cavallo del bianco | e8 cavallo del nero · f8 re del bianco · b6 cavallo del bianco · c6 pedone del nero · e6 re del nero · f6 pedone del nero · f5 pedone del nero · f4 alfiere del bianco · g4 pedone del nero · b2 donna del bianco · b1 alfiere del nero · d1 torre del nero · e1 cavallo del bianco | e8 cavallo del nero · f8 re del bianco · b6 cavallo del bianco · c6 pedone del nero · e6 re del nero · f6 pedone del nero · f5 pedone del nero · f4 alfiere del bianco · g4 pedone del nero · b2 donna del bianco · b1 alfiere del nero · d1 torre del nero · e1 cavallo del bianco | 7 |
| 6 | e8 cavallo del nero · f8 re del bianco · b6 cavallo del bianco · c6 pedone del nero · e6 re del nero · f6 pedone del nero · f5 pedone del nero · f4 alfiere del bianco · g4 pedone del nero · b2 donna del bianco · b1 alfiere del nero · d1 torre del nero · e1 cavallo del bianco | e8 cavallo del nero · f8 re del bianco · b6 cavallo del bianco · c6 pedone del nero · e6 re del nero · f6 pedone del nero · f5 pedone del nero · f4 alfiere del bianco · g4 pedone del nero · b2 donna del bianco · b1 alfiere del nero · d1 torre del nero · e1 cavallo del bianco | e8 cavallo del nero · f8 re del bianco · b6 cavallo del bianco · c6 pedone del nero · e6 re del nero · f6 pedone del nero · f5 pedone del nero · f4 alfiere del bianco · g4 pedone del nero · b2 donna del bianco · b1 alfiere del nero · d1 torre del nero · e1 cavallo del bianco | e8 cavallo del nero · f8 re del bianco · b6 cavallo del bianco · c6 pedone del nero · e6 re del nero · f6 pedone del nero · f5 pedone del nero · f4 alfiere del bianco · g4 pedone del nero · b2 donna del bianco · b1 alfiere del nero · d1 torre del nero · e1 cavallo del bianco | e8 cavallo del nero · f8 re del bianco · b6 cavallo del bianco · c6 pedone del nero · e6 re del nero · f6 pedone del nero · f5 pedone del nero · f4 alfiere del bianco · g4 pedone del nero · b2 donna del bianco · b1 alfiere del nero · d1 torre del nero · e1 cavallo del bianco | e8 cavallo del nero · f8 re del bianco · b6 cavallo del bianco · c6 pedone del nero · e6 re del nero · f6 pedone del nero · f5 pedone del nero · f4 alfiere del bianco · g4 pedone del nero · b2 donna del bianco · b1 alfiere del nero · d1 torre del nero · e1 cavallo del bianco | e8 cavallo del nero · f8 re del bianco · b6 cavallo del bianco · c6 pedone del nero · e6 re del nero · f6 pedone del nero · f5 pedone del nero · f4 alfiere del bianco · g4 pedone del nero · b2 donna del bianco · b1 alfiere del nero · d1 torre del nero · e1 cavallo del bianco | e8 cavallo del nero · f8 re del bianco · b6 cavallo del bianco · c6 pedone del nero · e6 re del nero · f6 pedone del nero · f5 pedone del nero · f4 alfiere del bianco · g4 pedone del nero · b2 donna del bianco · b1 alfiere del nero · d1 torre del nero · e1 cavallo del bianco | 6 |
| 5 | e8 cavallo del nero · f8 re del bianco · b6 cavallo del bianco · c6 pedone del nero · e6 re del nero · f6 pedone del nero · f5 pedone del nero · f4 alfiere del bianco · g4 pedone del nero · b2 donna del bianco · b1 alfiere del nero · d1 torre del nero · e1 cavallo del bianco | e8 cavallo del nero · f8 re del bianco · b6 cavallo del bianco · c6 pedone del nero · e6 re del nero · f6 pedone del nero · f5 pedone del nero · f4 alfiere del bianco · g4 pedone del nero · b2 donna del bianco · b1 alfiere del nero · d1 torre del nero · e1 cavallo del bianco | e8 cavallo del nero · f8 re del bianco · b6 cavallo del bianco · c6 pedone del nero · e6 re del nero · f6 pedone del nero · f5 pedone del nero · f4 alfiere del bianco · g4 pedone del nero · b2 donna del bianco · b1 alfiere del nero · d1 torre del nero · e1 cavallo del bianco | e8 cavallo del nero · f8 re del bianco · b6 cavallo del bianco · c6 pedone del nero · e6 re del nero · f6 pedone del nero · f5 pedone del nero · f4 alfiere del bianco · g4 pedone del nero · b2 donna del bianco · b1 alfiere del nero · d1 torre del nero · e1 cavallo del bianco | e8 cavallo del nero · f8 re del bianco · b6 cavallo del bianco · c6 pedone del nero · e6 re del nero · f6 pedone del nero · f5 pedone del nero · f4 alfiere del bianco · g4 pedone del nero · b2 donna del bianco · b1 alfiere del nero · d1 torre del nero · e1 cavallo del bianco | e8 cavallo del nero · f8 re del bianco · b6 cavallo del bianco · c6 pedone del nero · e6 re del nero · f6 pedone del nero · f5 pedone del nero · f4 alfiere del bianco · g4 pedone del nero · b2 donna del bianco · b1 alfiere del nero · d1 torre del nero · e1 cavallo del bianco | e8 cavallo del nero · f8 re del bianco · b6 cavallo del bianco · c6 pedone del nero · e6 re del nero · f6 pedone del nero · f5 pedone del nero · f4 alfiere del bianco · g4 pedone del nero · b2 donna del bianco · b1 alfiere del nero · d1 torre del nero · e1 cavallo del bianco | e8 cavallo del nero · f8 re del bianco · b6 cavallo del bianco · c6 pedone del nero · e6 re del nero · f6 pedone del nero · f5 pedone del nero · f4 alfiere del bianco · g4 pedone del nero · b2 donna del bianco · b1 alfiere del nero · d1 torre del nero · e1 cavallo del bianco | 5 |
| 4 | e8 cavallo del nero · f8 re del bianco · b6 cavallo del bianco · c6 pedone del nero · e6 re del nero · f6 pedone del nero · f5 pedone del nero · f4 alfiere del bianco · g4 pedone del nero · b2 donna del bianco · b1 alfiere del nero · d1 torre del nero · e1 cavallo del bianco | e8 cavallo del nero · f8 re del bianco · b6 cavallo del bianco · c6 pedone del nero · e6 re del nero · f6 pedone del nero · f5 pedone del nero · f4 alfiere del bianco · g4 pedone del nero · b2 donna del bianco · b1 alfiere del nero · d1 torre del nero · e1 cavallo del bianco | e8 cavallo del nero · f8 re del bianco · b6 cavallo del bianco · c6 pedone del nero · e6 re del nero · f6 pedone del nero · f5 pedone del nero · f4 alfiere del bianco · g4 pedone del nero · b2 donna del bianco · b1 alfiere del nero · d1 torre del nero · e1 cavallo del bianco | e8 cavallo del nero · f8 re del bianco · b6 cavallo del bianco · c6 pedone del nero · e6 re del nero · f6 pedone del nero · f5 pedone del nero · f4 alfiere del bianco · g4 pedone del nero · b2 donna del bianco · b1 alfiere del nero · d1 torre del nero · e1 cavallo del bianco | e8 cavallo del nero · f8 re del bianco · b6 cavallo del bianco · c6 pedone del nero · e6 re del nero · f6 pedone del nero · f5 pedone del nero · f4 alfiere del bianco · g4 pedone del nero · b2 donna del bianco · b1 alfiere del nero · d1 torre del nero · e1 cavallo del bianco | e8 cavallo del nero · f8 re del bianco · b6 cavallo del bianco · c6 pedone del nero · e6 re del nero · f6 pedone del nero · f5 pedone del nero · f4 alfiere del bianco · g4 pedone del nero · b2 donna del bianco · b1 alfiere del nero · d1 torre del nero · e1 cavallo del bianco | e8 cavallo del nero · f8 re del bianco · b6 cavallo del bianco · c6 pedone del nero · e6 re del nero · f6 pedone del nero · f5 pedone del nero · f4 alfiere del bianco · g4 pedone del nero · b2 donna del bianco · b1 alfiere del nero · d1 torre del nero · e1 cavallo del bianco | e8 cavallo del nero · f8 re del bianco · b6 cavallo del bianco · c6 pedone del nero · e6 re del nero · f6 pedone del nero · f5 pedone del nero · f4 alfiere del bianco · g4 pedone del nero · b2 donna del bianco · b1 alfiere del nero · d1 torre del nero · e1 cavallo del bianco | 4 |
| 3 | e8 cavallo del nero · f8 re del bianco · b6 cavallo del bianco · c6 pedone del nero · e6 re del nero · f6 pedone del nero · f5 pedone del nero · f4 alfiere del bianco · g4 pedone del nero · b2 donna del bianco · b1 alfiere del nero · d1 torre del nero · e1 cavallo del bianco | e8 cavallo del nero · f8 re del bianco · b6 cavallo del bianco · c6 pedone del nero · e6 re del nero · f6 pedone del nero · f5 pedone del nero · f4 alfiere del bianco · g4 pedone del nero · b2 donna del bianco · b1 alfiere del nero · d1 torre del nero · e1 cavallo del bianco | e8 cavallo del nero · f8 re del bianco · b6 cavallo del bianco · c6 pedone del nero · e6 re del nero · f6 pedone del nero · f5 pedone del nero · f4 alfiere del bianco · g4 pedone del nero · b2 donna del bianco · b1 alfiere del nero · d1 torre del nero · e1 cavallo del bianco | e8 cavallo del nero · f8 re del bianco · b6 cavallo del bianco · c6 pedone del nero · e6 re del nero · f6 pedone del nero · f5 pedone del nero · f4 alfiere del bianco · g4 pedone del nero · b2 donna del bianco · b1 alfiere del nero · d1 torre del nero · e1 cavallo del bianco | e8 cavallo del nero · f8 re del bianco · b6 cavallo del bianco · c6 pedone del nero · e6 re del nero · f6 pedone del nero · f5 pedone del nero · f4 alfiere del bianco · g4 pedone del nero · b2 donna del bianco · b1 alfiere del nero · d1 torre del nero · e1 cavallo del bianco | e8 cavallo del nero · f8 re del bianco · b6 cavallo del bianco · c6 pedone del nero · e6 re del nero · f6 pedone del nero · f5 pedone del nero · f4 alfiere del bianco · g4 pedone del nero · b2 donna del bianco · b1 alfiere del nero · d1 torre del nero · e1 cavallo del bianco | e8 cavallo del nero · f8 re del bianco · b6 cavallo del bianco · c6 pedone del nero · e6 re del nero · f6 pedone del nero · f5 pedone del nero · f4 alfiere del bianco · g4 pedone del nero · b2 donna del bianco · b1 alfiere del nero · d1 torre del nero · e1 cavallo del bianco | e8 cavallo del nero · f8 re del bianco · b6 cavallo del bianco · c6 pedone del nero · e6 re del nero · f6 pedone del nero · f5 pedone del nero · f4 alfiere del bianco · g4 pedone del nero · b2 donna del bianco · b1 alfiere del nero · d1 torre del nero · e1 cavallo del bianco | 3 |
| 2 | e8 cavallo del nero · f8 re del bianco · b6 cavallo del bianco · c6 pedone del nero · e6 re del nero · f6 pedone del nero · f5 pedone del nero · f4 alfiere del bianco · g4 pedone del nero · b2 donna del bianco · b1 alfiere del nero · d1 torre del nero · e1 cavallo del bianco | e8 cavallo del nero · f8 re del bianco · b6 cavallo del bianco · c6 pedone del nero · e6 re del nero · f6 pedone del nero · f5 pedone del nero · f4 alfiere del bianco · g4 pedone del nero · b2 donna del bianco · b1 alfiere del nero · d1 torre del nero · e1 cavallo del bianco | e8 cavallo del nero · f8 re del bianco · b6 cavallo del bianco · c6 pedone del nero · e6 re del nero · f6 pedone del nero · f5 pedone del nero · f4 alfiere del bianco · g4 pedone del nero · b2 donna del bianco · b1 alfiere del nero · d1 torre del nero · e1 cavallo del bianco | e8 cavallo del nero · f8 re del bianco · b6 cavallo del bianco · c6 pedone del nero · e6 re del nero · f6 pedone del nero · f5 pedone del nero · f4 alfiere del bianco · g4 pedone del nero · b2 donna del bianco · b1 alfiere del nero · d1 torre del nero · e1 cavallo del bianco | e8 cavallo del nero · f8 re del bianco · b6 cavallo del bianco · c6 pedone del nero · e6 re del nero · f6 pedone del nero · f5 pedone del nero · f4 alfiere del bianco · g4 pedone del nero · b2 donna del bianco · b1 alfiere del nero · d1 torre del nero · e1 cavallo del bianco | e8 cavallo del nero · f8 re del bianco · b6 cavallo del bianco · c6 pedone del nero · e6 re del nero · f6 pedone del nero · f5 pedone del nero · f4 alfiere del bianco · g4 pedone del nero · b2 donna del bianco · b1 alfiere del nero · d1 torre del nero · e1 cavallo del bianco | e8 cavallo del nero · f8 re del bianco · b6 cavallo del bianco · c6 pedone del nero · e6 re del nero · f6 pedone del nero · f5 pedone del nero · f4 alfiere del bianco · g4 pedone del nero · b2 donna del bianco · b1 alfiere del nero · d1 torre del nero · e1 cavallo del bianco | e8 cavallo del nero · f8 re del bianco · b6 cavallo del bianco · c6 pedone del nero · e6 re del nero · f6 pedone del nero · f5 pedone del nero · f4 alfiere del bianco · g4 pedone del nero · b2 donna del bianco · b1 alfiere del nero · d1 torre del nero · e1 cavallo del bianco | 2 |
| 1 | e8 cavallo del nero · f8 re del bianco · b6 cavallo del bianco · c6 pedone del nero · e6 re del nero · f6 pedone del nero · f5 pedone del nero · f4 alfiere del bianco · g4 pedone del nero · b2 donna del bianco · b1 alfiere del nero · d1 torre del nero · e1 cavallo del bianco | e8 cavallo del nero · f8 re del bianco · b6 cavallo del bianco · c6 pedone del nero · e6 re del nero · f6 pedone del nero · f5 pedone del nero · f4 alfiere del bianco · g4 pedone del nero · b2 donna del bianco · b1 alfiere del nero · d1 torre del nero · e1 cavallo del bianco | e8 cavallo del nero · f8 re del bianco · b6 cavallo del bianco · c6 pedone del nero · e6 re del nero · f6 pedone del nero · f5 pedone del nero · f4 alfiere del bianco · g4 pedone del nero · b2 donna del bianco · b1 alfiere del nero · d1 torre del nero · e1 cavallo del bianco | e8 cavallo del nero · f8 re del bianco · b6 cavallo del bianco · c6 pedone del nero · e6 re del nero · f6 pedone del nero · f5 pedone del nero · f4 alfiere del bianco · g4 pedone del nero · b2 donna del bianco · b1 alfiere del nero · d1 torre del nero · e1 cavallo del bianco | e8 cavallo del nero · f8 re del bianco · b6 cavallo del bianco · c6 pedone del nero · e6 re del nero · f6 pedone del nero · f5 pedone del nero · f4 alfiere del bianco · g4 pedone del nero · b2 donna del bianco · b1 alfiere del nero · d1 torre del nero · e1 cavallo del bianco | e8 cavallo del nero · f8 re del bianco · b6 cavallo del bianco · c6 pedone del nero · e6 re del nero · f6 pedone del nero · f5 pedone del nero · f4 alfiere del bianco · g4 pedone del nero · b2 donna del bianco · b1 alfiere del nero · d1 torre del nero · e1 cavallo del bianco | e8 cavallo del nero · f8 re del bianco · b6 cavallo del bianco · c6 pedone del nero · e6 re del nero · f6 pedone del nero · f5 pedone del nero · f4 alfiere del bianco · g4 pedone del nero · b2 donna del bianco · b1 alfiere del nero · d1 torre del nero · e1 cavallo del bianco | e8 cavallo del nero · f8 re del bianco · b6 cavallo del bianco · c6 pedone del nero · e6 re del nero · f6 pedone del nero · f5 pedone del nero · f4 alfiere del bianco · g4 pedone del nero · b2 donna del bianco · b1 alfiere del nero · d1 torre del nero · e1 cavallo del bianco | 1 |
|   | a | b | c | d | e | f | g | h |   |

Soluzione:
1. Cd3 !  (min. 2. Cc5#, 2. De2#, 2.Db3#)
1... Txd3  2. De2+ Te3  3. Dc4#